# Giuseppe Bellocchio
Giuseppe Bellocchio (Bobbio, 15 febbraio 1889 – Bobbio, 7 marzo 1966) è stato un generale e partigiano italiano veterano della prima guerra mondiale e della seconda guerra mondiale. Dopo l'armistizio dell'8 settembre 1943, passò nelle file della resistenza entrando a far parte del Comitato di Liberazione Nazionale Alta Italia, di cui divenne comandante militare per la zona di Milano in sostituzione del generale Bortolo Zambon. Decorato con una medaglia d'argento, una di bronzo al valor militare.

## Biografia
Nacque a Bobbio, provincia di Piacenza il 15 febbraio 1889, figlio di Domenico e Costanza Biondi.

### Carriera militare
Si arruolò nel Regio Esercito nel 1908, entrando entrò come allievo ufficiale nell'Regia Accademia Militare di Modena, da cui uscì con il grado di sottotenente, assegnato all'arma di fanteria, corpo degli alpini, il 5 maggio 1912.

#### Nella prima guerra mondiale
Prese parte alla grande guerra, raggiungendo il grado di maggiore e dopo essere stato al comando di alcuni battaglioni alpini fu posto al comando dell'Ufficio operazioni della 7ª Divisione cecoslovacca, unità costituita da ex-militari dell'Impero austro-ungarico fatti prigionieri, ma disponibili a combattere a fianco degli italiani per conseguire l'indipendenza del proprio paese.
Per i successi conseguiti dai reparti al suo comando fu decorato con una Medaglia d'argento ed una di bronzo al valor militare.

#### Primo dopoguerra
Finita la guerra fu ammesso a frequentare il corso triennale (1920-1922) della Scuola di guerra di Torino per la formazione degli ufficiali di Stato maggiore, destinati alla direzione delle grandi unità, e successivamente fu promosso tenente colonnello (anzianità 1º dicembre 1926).
Fra il 1928 e 1931 fu inviato in Albania a svolgere il compito di istruttore dei reparti dell'esercito di Re Ahmed Zogu, appena arrivato al potere con il sostegno del Regno d'Italia.
Dopo un servizio come ufficiale di Stato maggiore, fu promosso colonnello il 22 maggio 1936, assumendo dapprima il comando del 3º Reggimento alpini e poi presso il comando del Corpo d'armata di Milano per incarichi speciali.

#### Seconda guerra mondiale
Allo scoppio della seconda guerra mondiale si trovava in Piemonte, al comando del settore tattico "Val Toce" e fu interessato nell'estate 1940 per un'ipotetica invasione della Svizzera (emergenza "S") che poi non fu attuata e non fu inviato su un fronte di guerra. Successivamente svolse incarico speciale presso la difesa territoriale di Bolzano e in ultimo, con nomina dal 1º gennaio 1941, fu promosso generale di brigata e assegnato quale comandante della Zona militare di Alessandria dal 10 luglio di quell'anno. Il 28 marzo 1943 fu promosso al grado di generale di divisione.

#### Nella resistenza
Nella notte seguente l'armistizio dell'8 settembre 1943 fra l’Italia e gli Alleati, anche la città di Alessandria fu investita dai reparti tedeschi. 
Insieme ad altri ufficiali del Comando di Zona riuscì a sfuggire alla cattura, e il giorno dopo, con l’aiuto di un maresciallo dei carabinieri, si rifugiò provvisoriamente in una fattoria della campagna di Alessandria, unendosi poi ai partigiani per contribuire a liberare l'Italia.
Ormai identificato come oppositore e ricercato – non era facile camuffarsi date le sue caratteristiche: l’alta statura, la corposità, la ruvida voce – riparò inizialmente a Milano prendendo contatto con altri ufficiali che vi vivevano clandestinamente.
Successivamente si spostò nell'Oltrepò Pavese. Fra la metà di gennaio e la fine di febbraio 1944 visse nella frazione Ceradello di Carpaneto Piacentino.  Saputo che la sua presenza era stata segnalata alle autorità della Repubblica Sociale Italiana, rientrò a Milano, ritenendo che in una grande città era più facile vivere in clandestinità.
A Milano si inserì così organicamente nel gruppo militare di Resistenza guidato dai generali Bortolo Zambon e Giuseppe Robolotti, in rapporti di collaborazione con il Comitato di Liberazione Nazionale Alta Italia che si era nel frattempo costituito e operava clandestinamente.
Il 25 maggio 1944 i generali Zambon e Bortolotti furono arrestati dalla polizia, Robolotti fu deportato nel campo di concentramento di Fossoli, in provincia di Modena e lì fucilato, mentre Zambon riuscirà invece più avanti a salvarsi evadendo dal carcere di San Vittore.
Divenuto così l'ufficiale più alto in grado del gruppo militare milanese quando, ai primi di giugno 1944, gli esponenti dei diversi partiti politici componenti il CLN, decisero di dare forma al Corpo volontari della libertà e di nominarne il Comando Generale, chiesero proprio a lui di entrare a farne parte come esperto militare.
Assunse quindi il nome partigiano di Giuseppe Comaschi. Tale comando era composto da lui e da un rappresentante per ognuno dei cinque partiti antifascisti – il Partito d'azione, il Partito comunista, la Democrazia Cristiana, il Partito socialista e il Partito liberale– ma al suo interno operava un vertice con il generale Bellocchio, l’azionista Ferruccio Parri,, Luigi Longo, vice segretario allora del Partito comunista e capo delle Brigate Garibaldi, e Enrico Mattei.
Egli era di sentimenti monarchici, e si può dire che era entrato nella Resistenza per fedeltà al giuramento fatto al Re Vittorio Emanuele III.
Il 6 settembre 1944, su ordine del presidente del consiglio Ivanoe Bonomi,  fu sostituito nell'incarico dal generale Raffaele Cadorna.  assumendo quello di comandante della piazza di Milano. Amareggiato per questa decisione, entrò in contrasto con Cadorna, tanto che quest'ultimo nei giorni della Liberazione lo sostituì con il generale Emilio Faldella. Dopo la fine della guerra rientrò subito a Bobbio.
Ritiratosi a vita privata nel dopoguerra, fu promosso generale di corpo d'armata.

### Attività politica
Alle elezioni politiche del 1953 si presentò nelle file del Partito Democratico Italiano, ma non fu eletto deputato.
Si spense a Bobbio il 7 marzo 1966. Una via di Piacenza porta il suo nome.

### Annotazioni
1. ↑  Che nel giugno del 1945 diventerà il primo Presidente del Consiglio dei ministri della Repubblica Italiana
2. ↑  In concreto, rispetto ai diversi partiti antifascisti che fino da allora in qualche misura erano in concorrenza fra di loro e che anche nel movimento partigiano cercavano di rafforzare le rispettive posizioni, Bellocchio costituiva una figura indipendente e imparziale nei confronti delle diverse componenti.

### Fonti
1. 1 2 3 4  Generals.
2. 1 2 3 4 5 6 7 8 9 10 11 12 13 14 15 16 17 18 19  ANA Bobbio.
3. ↑  Il notiziario bobbiese.